# Parageusie
Parageusie (altgriechisch παρά para, deutsch ‚neben‘, ‚gegen‘; ἡ γεύσις he geusis, -εως -eos f. = ‚der Geschmack‘) bezeichnet eine Veränderung der Geschmackswahrnehmung. Dabei werden Geschmacksreize anders wahrgenommen als mit normalem Geschmacksempfinden.
Im Gegensatz zur Anosmie ist nicht der Geruchssinn, sondern sind die Geschmacksknospen im Mund betroffen, traditionell für die Geschmacksrichtungen bitter, süß, sauer und salzig verantwortlich. Das führt zu einem veränderten, schlechten, beispielsweise bitteren Geschmack im Mund.
Die möglichen Ursachen sind vielfältig, sie können als Nebenwirkung von Arzneimitteln, bei Magen-Darm-Erkrankungen (insbesondere durch Medizin gegen Helicobacter-Bakterien), Sodbrennen oder verdorbene Lebensmittel, wie durch Nüsse oder Kerne hervorgerufen werden.
Die Lebensqualität ist merklich beeinträchtigt, wenn beispielsweise alles bitter schmeckt. Eine Geschmacksstörung kann sich innerhalb weniger Tage oder Wochen reduzieren und ganz verschwinden.